# 索德诺姆宗堆·额尔德尼
索德诺姆宗堆·额尔德尼（羅馬化：Sodnomzunduin Erdene，1963年—）生于蒙古国乌兰巴托市，蒙古国政治人物。

## 生平
1984年毕业于综合军事学院。1994年获得敖特根腾格里大学（Отгонтэнгэр Их сургуулийн）硕士学位。2000年获管理学院硕士学位。2013年获管理学院博士学位。2008年起，任国家大呼拉尔委员。2012年至2016年，先后任阿勒坦呼亚格内阁、赛汗比勒格内阁人口与劳动和社会保障部部长。自2016年起担任国家大呼拉尔民主党团团长。2016年当选民主党主席。

## 家庭
家庭人口6人，同妻子和4个孩子一起生活。